# Енді Хуг
Енді Гуґ (англ. Andy Hug; 7 вересня 1964, Цюрих — 24 серпня 2000, Токіо) — швейцарський каратист і кікбоксер, срібний призер IV Чемпіонату світу з Кекусинкай карате (1987), чемпіон Гран-Прі К-1 (кікбоксинг) 1996 року. Перемагав таких сильних бійців як Майкл Томпсон, Кенджі Мідорі, Петер Артс, Ернесто Гост і Мірко Філіпович.
Гуґу був поставлений діагноз гострий лейкоз 17 серпня 2000 року. 23 серпня він впав у кому, а на наступний день помер після утруднення дихання через поліорганної недостатності. Його тіло було піддано кремації, а прах його на зберіганні на кладовищі Hoshuin temple в Кіото.

## Біографія
- 1964, 7 вересня — Енді Гуґ з'явився на світ в Цюриху, а виховувався в Волені.
- 1979 — виграв національний «Кубок Оями».
- 1981 — зайняв 3-е місце на П'ятому відкритому чемпіонаті Данії з Кекусинкай карате в середній вазі.
- 1981 — виграв вдруге національний «Кубок Оями».
- 1982 — зайняв 1-е місце на Чемпіонаті Швейцарії по Кекусинкай карате в середній вазі.
- 1982 — зайняв 1-е місце на угорському «Кубку Оями» у середній вазі.
- 1984 — зайняв 1-е місце на Чемпіонаті Швейцарії по Кекусинкай карате у важкій вазі.
- 1984 — взяв участь у Третьому чемпіонаті світу з Кекусинкай карате (став одним з 16-ти найсильніших).
- 1985 — зайняв 1-е місце на Чемпіонаті Швейцарії по Кекусинкай карате у важкій вазі.
- 1985 — зайняв 1-е місце на угорському «Кубку Оями» у важкій вазі.
- 1985 — став чемпіоном Європи з Кекусинкай карате у важкій вазі.
- 1986 — зайняв 3-е місце на XI чемпіонаті Великої Британії з Кекусинкай карате у важкій вазі.
- 1987 — зайняв 3-е місце на чемпіонаті Європи з Кекусинкай карате.
- 1987 — став віце-чемпіоном Четвертого чемпіонату світу з Кекусинкай карате.
- 1989 — став чемпіоном Європи з Кекусинкай карате у важкій вазі вдруге.
- 1991 — зайняв 2-е місце на чемпіонаті Європи з Кекусинкай-карате у важкій вазі.
- 1991 — взяв участь у П'ятому чемпіонаті світу з Кекусинкай карате (був нокаутований бразильським каратистом Франциско Філіо і не зайняв призових місць — удар був проведений після удару гонга, але рефері зарахував поразку Енді[1] — майже те ж саме відбулося з Енді на Гран-Прі К-1 1998 року, коли в півфінальному поєдинку в кінці другого раунду Сем Греко звалив Хуга з ніг крюком в голову після того, як прозвучав удар гонга[2]).
- 1992 — зайняв 1-е місце на Кубку світу з Сейдокайкан карате.
- 1993 — зайняв 2-е місце на Кубку світу з Сейдокайкан карате.
- 1996 — став чемпіоном Гран-прі К-1.
- 2000, 24 серпня — Енді Гуґ помер від лейкемії. Залишилися дружина і син.

Black Belt Magazine
- - 2001 Honorary Award[3]